# کائورو ایشیگورو
کائورو ایشیگورو (石黒馨 Ishiguro Kaoru, زادهٔ ۶ مهٔ ۱۹۳۳) کشتی‌گیر اهل ژاپن است. او در سبک‌وزن آزاد مردان در بازی‌های المپیک تابستانی ۱۹۶۰ شرکت کرد.